# Sergej Tanejev

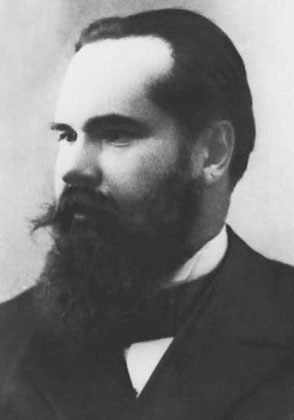
Sergej Tanejev

Sergej Tanejev, född 25 november 1856 Vladimir, död 19 juni 1915 i Dyudkovo, nära Moskva, var en rysk kompositör, pianist, lärare i komposition, musikteoretiker och författare. 

## Biografi
Taneyev föddes och växte upp i en kultiverad och litterär familj av ryska adeln. Han började ta pianolektioner vid fem års ålder hos en privat lärare. Hans familj flyttade till Moskva 1865 och följande år började han studera vid Moskvas konservatorium. Hans första pianolärare vid konservatoriet var Edward Langer. Efter ett års uppehåll i sina studier, fortsatte han med Langer och började därtill teoristudier under Nikolai Hubert och, framför allt, studera i komposition för Pjotr Tjajkovskij. År 1871, studerade han pianospel under konservatoriets grundare, Nikolai Rubinstein. 
När Taneyev tog examen 1875, var han den första eleven i konservatoriets historia att vinna guld både för komposition och för att framförande (piano). Han var också den första som någonsin tilldelats konservatoriets stora guldmedalj; den andra var Arseny Koreshchenko och den tredje var Sergei Rachmaninoff. Den sommaren gjorde han sin debut som en konsertpianist i Moskva då han spelade Brahms första pianokonsert, och blev även känd för sina tolkningar av Bach, Mozart och Beethoven. I mars 1876 turnerade han i Ryssland med violinisten Leopold Auer.
Tanejev studerade vid Moskvas universitet en kort tid och blev då bekant med flera framstående ryska författare, såsom Ivan Turgenev och Michail Saltykov-Sjtjedrin. Under sina resor i Västeuropa år 1876 och 1877, träffade han också bland annat Émile Zola, Gustave Flaubert, César Franck och Camille Saint-Saëns.
När Tjajkovskij slutade vid Moskvas konservatorium 1878, var Tanejev utsedd att undervisa harmoni. Han skulle senare också undervisa i pianospel och komposition. Han tjänstgjorde som direktör 1885-1889, och fortsatte att undervisa till 1905. Han hade stort inflytande som lärare i komposition. Bland hans elever fanns Alexander Skrjabin, Sergei Rachmaninoff, Reinhold Glière, Paul Juon, Julius Conus och Nikolai Medtner. De polyfoniska inslagen i musik av Rachmaninov och Medtner härrör direkt från Tanejevs undervisning. Scrjabin, å andra sidan, bröt sig loss från Tanejevs inflytande.
Revolutionen 1905 och dess åtföljande effekt på Moskvas konservatorium ledde Tanejev till att sluta där. Han återupptog sin karriär som konsertpianist, både som solist och kammarmusiker. Han kunde också arbeta mer intensivt med komposition, slutföra kammarmusikarbeten med pianoavsnitt såväl som ett stort antal sånger. Hans sista utförda arbete, kantaten Vid läsningen av en psalm, avslutade han i början av 1915.
Tanejev ådrog sig en lunginflammation efter att ha deltagit i begravningen av Skrjabin, i Moskva, den 16 april 1915. Medan han försökte återhämtade sig, dukade han under i en hjärtattack i Dyudkovo, nära Zvenigorod.
Ett museum tillägnat Tanejev ligger i Dyudkovo. Det finns också en avdelning om Tanejev på Tjajkovskijmuseet i Klin.

## Verk

### Orkesterverk
- Symfoni nr 1 e-moll (1873/74)
- Symfoni nr 2 B♭-dur (1878)
- Symfoni nr 3 d-moll (1884)
- Symfoni nr 4 c-moll op. 12 (1898). Detta var den enda symfoni som Tanejev godkände för publicering. Därför ges den ibland nr 1.
- Konsertsvit g-moll op. 28 för violin och orkester (1909)
- Pianokonsert (1876, publicerad 1957) i Ess-dur (endast 2 satser. Färdigställd av Pavel Lamm och Vissarion Shebalin)

### Vokalmusik
- Oresteia, operatrilogi (1884-94)
- Johannes från Damaskus, kantat op. 1 (1884)
- Efter läsning av en psalm, kantat op. 36 (1915)
- Sånger
- Körmusik

### Kammarmusik
- Stråkkvartett nr 1 b♭-moll op. 4 (1890)
- Stråkkvartett nr 2 C-dur op. 5 (1894/95)
- Stråkkvartett nr 3 d-moll op. 7 (1886, rev. 1896)
- Stråkkvartett nr 4 a-moll op. 11 (1898/99)
- Stråkkvartett nr 5 A-dur op. 13 (1902/03)
- Stråkkvartett nr 6 B♭-dur op. 19 (1903-05)
- Stråkkvartett nr 7 E♭-dur, (1880)
- Stråkkvartett nr 8 C-dur, (1883)
- Stråkkvartett nr 9 A-dur, 1883)
- 4 Stråktrior (D-dur, 1879/80, D-dur op. 21, 1907, E♭-dur op. 31, 1910/11, h-moll, 1913)
- 2 Stråkkvintetter (nr 1 G-dur op. 14, 1901, nr 2 C-dur op. 16, 1903/04)
- Violinsonat a-moll (1911)
- Pianotrio D-dur op. 22 (1906-08)
- Pianokvartett E-dur op. 20 (1902-06)
- Pianokvintett g-moll op. 30 (1910/11)

### Pianomusik
- Små stycken